# Argyra brevipes
Argyra brevipes är en tvåvingeart som beskrevs av Van Duzee 1925. Argyra brevipes ingår i släktet Argyra och familjen styltflugor.
Artens utbredningsområde är Louisiana. Inga underarter finns listade i Catalogue of Life.